# فرایند۳۵۰ نانومتر
فرایند ۳۵۰ نانومتر به سطح فناوری فرایند نیم‌رسانای ماسفت اشاره دارد که توسط شرکت‌های پیشرو نیم‌رسانا مانند سونی، اینتل و آی‌بی‌ام به دست آمده‌است.
یک ماسفت با  طول کانال ۳۰۰ نانومتر توسط یک تیم تحقیقاتی به سرپرستی کی دگوچی و کازشیکو کوماتسو در نیپون تلگراف اند تلفن (NTT) در سال ۱۹۸۵ ساخته شده‌است.